# Mandan (Dakota del Norte)
Mandan es una ciudad ubicada en el condado de Morton en el estado estadounidense de Dakota del Norte. En el censo de 2010 tenía una población de 18331 habitantes y una densidad poblacional de 635,91 personas por km².

## Geografía
Mandan se encuentra ubicada en las coordenadas 46°49′39″N 100°53′4″O / 46.82750, -100.88444. Según la Oficina del Censo de los Estados Unidos, Mandan tiene una superficie total de 28.83 km², de la cual 28.56 km² corresponden a tierra firme y (0.92%) 0.26 km² es agua.

## Demografía
Según el censo de 2010, había 18331 personas residiendo en Mandan. La densidad de población era de 635,91 hab./km². De los 18331 habitantes, Mandan estaba compuesto por el 91.72% blancos, el 0.61% eran afroamericanos, el 4.93% eran amerindios, el 0.22% eran asiáticos, el 0.08% eran isleños del Pacífico, el 0.47% eran de otras razas y el 1.96% pertenecían a dos o más razas. Del total de la población el 1.77% eran hispanos o latinos de cualquier raza.